# Futsal Salinis
L'Associazione Sportiva Dilettantistica Futsal Salinis è stata una squadra femminile italiana di calcio a 5 con sede a Margherita di Savoia in provincia di Barletta-Andria-Trani.

## Storia
La sezione femminile della Salinis Calcio a 5 viene fondata nel 2011. Dopo appena due stagioni trascorse nei campionati regionali, nella stagione 2012-13 conquista la promozione in Serie A. La Salinis femminile diventa così la prima squadra di Margherita di Savoia a disputare la massima categoria nazionale di una disciplina sportiva. Nella stagione 2018-19 conquista il suo primo scudetto battendo in finale il Pescara.

## Palmarès
- Campionato italiano: 1
2018-19